# W.A.S.P. (musikalbum)
W.A.S.P. är den amerikanska heavy metal-gruppen W.A.S.P.:s debutalbum, utgivet den 17 augusti 1984. Albumets undertitel är ”Winged Assassins”.
Den svenska death metal-gruppen Torture Division gjorde en cover av "The Torture Never Stops" på sin singel Suffer the Shitmass.

## Låtförteckning
Alla låtar är skrivna och komponerade av Blackie Lawless, förutom "The Flame", som är skriven och komponerad av Blackie Lawless, Chris Holmes och J. Marquez. 
| 1. | I Wanna Be Somebody | 3:43 |
| 2. | L.O.V.E. Machine    | 3:51 |
| 3. | The Flame           | 3:41 |
| 4. | B.A.D.              | 3:56 |
| 5. | School Daze         | 3:35 |

| 6.  | Hellion                 | 3:39 |
| 7.  | Sleeping (In the Fire)  | 3:55 |
| 8.  | On Your Knees           | 3:48 |
| 9.  | Tormentor               | 4:10 |
| 10. | The Torture Never Stops | 3:56 |

## Medverkande
- Blackie Lawless – sång, elbas
- Chris Holmes – gitarr
- Randy Piper – gitarr
- Tony Richards – trummor